# 午前8時の脱走計画
「午前8時の脱走計画」（ごぜんはちじのだっそうけいかく）は、1999年6月23日にビクターエンタテインメントから発売されたCymbalsのメジャーデビューシングルである。

## 解説
表題曲には英語バージョン（英語版タイトルは「FOR ESCAPEES〜逃亡者に告ぐ」）が存在し、コンピレーションアルバム『rabid chords compilation vol.1 -standby for "action"-』に収録されている。ジャケットはローリング・ストーンズの『ゲット・ヤー・ヤ・ヤズ・アウト』のパロディとなっており、3曲目にはローリング・ストーンズのアルバム『アフターマス』収録の「STUPID GIRL」のカバーが収録されている。

## 収録曲
1. 午前8時の脱走計画 This is what you want,but this is what you get
作詞：土岐麻子／作曲・編曲：沖井礼二
2. ANSWER SONG
作詞・作曲・編曲：沖井礼二
3. STUPID GIRL
作詞・作曲：ミック・ジャガー、キース・リチャーズ／編曲：沖井礼二